# Colfax (Dakota del Nord)
Colfax és una població dels Estats Units a l'estat de Dakota del Nord. Segons el cens del 2000 tenia 91 habitants.

## Demografia
Segons el cens del 2000, Colfax tenia 91 habitants, 40 habitatges, i 28 famílies. La densitat de població era de 39,5 hab./km².
Dels 40 habitatges en un 27,5% hi vivien nens de menys de 18 anys, en un 60% hi vivien parelles casades, en un 10% dones solteres, i en un 30% no eren unitats familiars. En el 27,5% dels habitatges hi vivien persones soles el 22,5% de les quals corresponia a persones de 65 anys o més que vivien soles. El nombre mitjà de persones vivint en cada habitatge era de 2,28 i el nombre mitjà de persones que vivien en cada família era de 2,79.
Per edats la població es repartia de la següent manera: un 25,3% tenia menys de 18 anys, un 3,3% entre 18 i 24, un 29,7% entre 25 i 44, un 22% de 45 a 60 i un 19,8% 65 anys o més.
L'edat mitjana era de 42 anys. Per cada 100 dones de 18 o més anys hi havia 78,9 homes.
La renda mitjana per habitatge era de 33.333 $ i la renda mitjana per família de 55.833 $. Els homes tenien una renda mitjana de 28.333 $ mentre que les dones 25.417 $. La renda per capita de la població era de 19.635 $. Cap de les famílies i el 7% de la població estaven per davall del llindar de pobresa.

## Poblacions més properes
El següent diagrama mostra les poblacions més properes.